# Latino sine flexione nyelv
A Latino sine flexione (Interlingua) egy teljesen latin alapú mesterséges, emberi kommunikációra kialakított minimumnyelv. Megalkotója az olasz matematikaprofesszor, Giuseppe Peano (1858–1932) volt.
Elve: „Vocabulario internationale ad maximo, et grammatica minimo”, azaz maximálisan nemzetközi szókincs, minimális nyelvtannal.
Első kiadása 1903-ban a Revista di matematica hasábjain jelent meg. 1904-től 1915-ig több kiadásban megjelent egy 8 nyelvű (latin, angol, francia, német, spanyol, olasz, görög, szanszkrit) összehasonlító szótár is, mely közel 14 000 szót tartalmazott.
A nyelvet az interlingvához hasonlóan prototípus-módszerrel alkotta meg. Mivel Peano elsősorban szaknyelvnek szánta, a nyelv szerkezete egyértelműen a logikára épül.
Írásbeli, tudományos használata az 1960-as években szűnt meg.
Az elnevezéssel kapcsolatban némi zavart okoz, hogy eredetileg a Latino sine flexionét nevezték Interlinguának; ma azonban az Alexander Gode által, az IALA megbízásából 1951-re kidolgozott mesterséges nyelvet nevezik így. Az Occidentalt pedig olykor szokás Interlinguenek is nevezni.

## Hangrendszer
Az ábécé (latin mintára) 26 betűből áll:
A magyartól eltérő betűk a következők:
- a – rövid á, mint a magyar palócok kiejtésében
- ae – magyar é
- c – e, i előtt magyar c, máskor magyar k
- ch – mint az Ahmed szó h-ja
- i – magánhangzó előtt magyar j, máskor magyar i
- oe – magyar ő
- ph – magyar f
- qu – magyar kv
- s – magyar sz
- th – magyar t
- ti – magánhangzó előtt, ha nincs előtte s, t, x, akkor ci, máskor ti
- u – mássalhangzó és magánhangzó között magyar v, máskor magyar u
- y – magyar ü

A hangsúlyos, nyílt szótagban található magánhangzók megnyúlnak.
Általában az utolsó előtti szótagon van a hangsúly.

## Módszerek
A nyelv alapjai a latin nyelven nyugszanak, de azt egy kissé leegyszerűsíti.

### Dekompozíció (nyelvtantalanítás) – felbontás
Latin: SOL FULGIT. NOX SEQUITUR DIEM. – A Nap süt. Az éjjel követi a nappalt.
Felbontva: SOL FULG(E)-IT. NOC(TE)-S SEQU(E)-IT-UR DIE-M.
Az első mondat 3, a második 7 elemből áll. A 10 elemből csak 5 szótári elem: sol, fulge, nocte, seque, die. A többi a latin nyelvtan nem internacionális eleme, ezek feleslegesek az adott mondatokban.
A két mondat a Latino sine flexione (Interlingua) rendszerében:

### A szavak nemzetköziségének megállapítása
```
    Latin:   
SOL
          angol:       sun – solar, insolation, solstice
                          német:       Sonne – solar, insolation, Solstitium
                          francia:     soleil – solar, insolation, solstice
                          spanyol:     sol
                          olasz:       sole
                          orosz:       солнце (szolnce)
    Ebből a 
Latino sine flexione
 szó: 
sol
```

Ezzel a módszerrel megvizsgálva csak az a szó kerül a nyelvtervezet lexikájába, amely maximálisan internacionális.

### Szófaji műveletek
A szófaji kategória formális és nem reális kategóriája a szónak. Ha nincs névszó- és igeragozás, mely a névszókat és az igéket megkülönbözteti, nincs nyelvtani nem és szám, felesleges a szavakat szófajiságuk szerint megkülönböztetni.

## Nyelvtan
Az alapvető nyelvtan a következőkből áll:
- Nincs névelő.
- A természetes nemet partikula jelöli: cane mas (kankutya), cane femina (szuka)
- A főnevek nominativusa a latin ablativus.
- A többes szám képezhető -s raggal vagy analitikusan is: patre habe filios et filias = patre habe plure filio et plure filia (az apának több fia és lánya van)
- A melléknevek a latin semlegesnemű alakok.
- Tőszámnevek: uno, duo, tres, quatuor, quinque, sex, septem, octo, novem, decem
- Személyes névmások: me, te, illo/illa/id; nos, vos, illos/illas
- A főnévi igenév végződése -re, a jelen idő az igető. (Több ige rendhagyó.)
- A múlt és jövő időt határozószókkal lehet kifejezni: heri me scribe (tegnap írtam), in futuro me scribe (írni fogok)

## Szövegminta
Problema de lingua internationale es proximo ad solutione.
(A nemzetközi nyelv problémája közel áll a megoldáshoz.)

## Forrás
- Dr. Szerdahelyi István: Bábeltől a világnyelvig. (magyarul) Budapest: Gondolat. 1977.  ISBN 963 280 180 6 Hozzáférés: 2021. augusztus 7.